# Модена
Мо́дена — місто в Італії, в області Емілія-Романья, адміністративний центр одноіменної  провінції. Місто розташоване на відстані близько 340 км на північ від Рима, 37 км на північний захід від Болоньї.
Населення — 185 148 осіб (2014). Патрон міста — Святий Джеміньяно (італ. San Geminiano), день смерті якого31 січня святкується як день міста.
Модена — старовинне місто, садиба архієпископа.
Кафедральний собор Модени, Дзвіниця та площа П'яцца-Гранде в 1997 році включені до списку об'єктів Світової спадщини.

## Географія

### Розташування
Місто розташоване в центрі Паданської рівнини. Поряд з містом протікають дві ріки Сек'я та Панаро, але не перетинають місто.
Перші горби Апенінських гір знаходяться за 15-20 км. на південь від міста.

### Сейсмологічна активність
В травні 2012 року в Модені стався сильний землетрус з епіцентром 20-35 км. від міста.
Докладніше Землетруси в Емілії - Романьї

### Клімат
У зв'язку з поганою вентиляцією Паданської рівнини та великим автомобільним рухом Модена є одним з найбільш забруднених міст Європи та Італії після Турину, Брешії та Мілану.
| Модена              | Місяці | Місяці | Місяці | Місяці | Місяці | Місяці | Місяці | Місяці | Місяці | Місяці | Місяці | Місяці | Пора | Пора | Пора | Пора | Рік  |
| Модена              | Січ    | Лют    | Бер    | Кві    | Тра    | Чер    | Лип    | Сер    | Вер    | Жов    | Лис    | Гру    | Зим  | Вес  | Літ  | Осі  | Рік  |
| ------------------- | ------ | ------ | ------ | ------ | ------ | ------ | ------ | ------ | ------ | ------ | ------ | ------ | ---- | ---- | ---- | ---- | ---- |
| Темп. макс. (°C)    | 4.4    | 7.7    | 12.3   | 17.5   | 22.3   | 26.2   | 29.0   | 27.7   | 23.7   | 18.0   | 10.8   | 5.2    | 5.8  | 17.4 | 27.6 | 17.5 | 17.1 |
| Темп. мін. (°C)     | 0.1    | 2.1    | 5.0    | 9.0    | 13.2   | 16.9   | 19.5   | 18.7   | 15.8   | 11.3   | 6.0    | 0.9    | 1    | 9.1  | 18.4 | 11   | 9.9  |
| Опади (мм)          | 52     | 41     | 44     | 48     | 52     | 50     | 38     | 47     | 51     | 64     | 69     | 56     | 149  | 144  | 135  | 184  | 612  |
| Дні опадів (≥ 1 мм) | 7      | 6      | 6      | 6      | 7      | 6      | 4      | 6      | 5      | 6      | 9      | 7      | 20   | 19   | 16   | 20   | 75   |

## Історія
Формально місто було засноване як римська колонія в 183 р. до Р.Х. тріумвірами Марком Еміліо Лерід, Тітом Ебуціо Парро та Лучом Квінціо Кріспіно.
Між V та  VII століттями місто переживає великий занепад.
Поступово населення почало повертатися в місто і згруповуватися навколо церковної влади, яка і взяла керування містом на себе іВ 891 році оточила місто стінами.
Влада єпископів закінчилася в 1135 р. з отриманням містом автономії.
1249 року гібеліни Модени програли битву з Болонськими гвельфами і в місто повернулося під владу єпископів.
В 1288 переходить під владу дому Есте з Феррари. В 1598 році Чезаре д'Есте переносить з Феррари в Модену столицю свого герцогства.

## Демографія
Населення за роками:

Згідно даних ISTAT станом на 1 січня 2022 року в Модені проживало 28604 іноземці (15.5% від всіх проживаючих).
З них 1824 українці, що становить шосту національну громаду після громад Румунії, Марокко, Філіппін, Албанії та Гани.
Станом на 1 січня 2023 року в муніципалітеті офіційно проживало 28 438 іноземців з 135 країн, серед них 4834 громадяни країн Євросоюзу та 1941 громадянин України.

## Економіка
Модена є одним з найбільш розвинутих європейських міст. В провінції розташовані великі підприємства по виробництву продуктів харчування , в тому числі по пеперобці свинини.
Місто вважається світовою столицею спортивного автомобілізму з виробництвом Феррарі в Маранелло, Мазераті в самому місті, Пагані в Сан Чезаріо суль Ранаро, і донедавна Де Томазо і Бугатті в Кампогальяно.
Крім того, недалеко від міста, але вже в Болонській провінції в громаді Сант Агата Болоньєзе знаходиться інше історичне підприємство Ламборгіні.

## Освіта

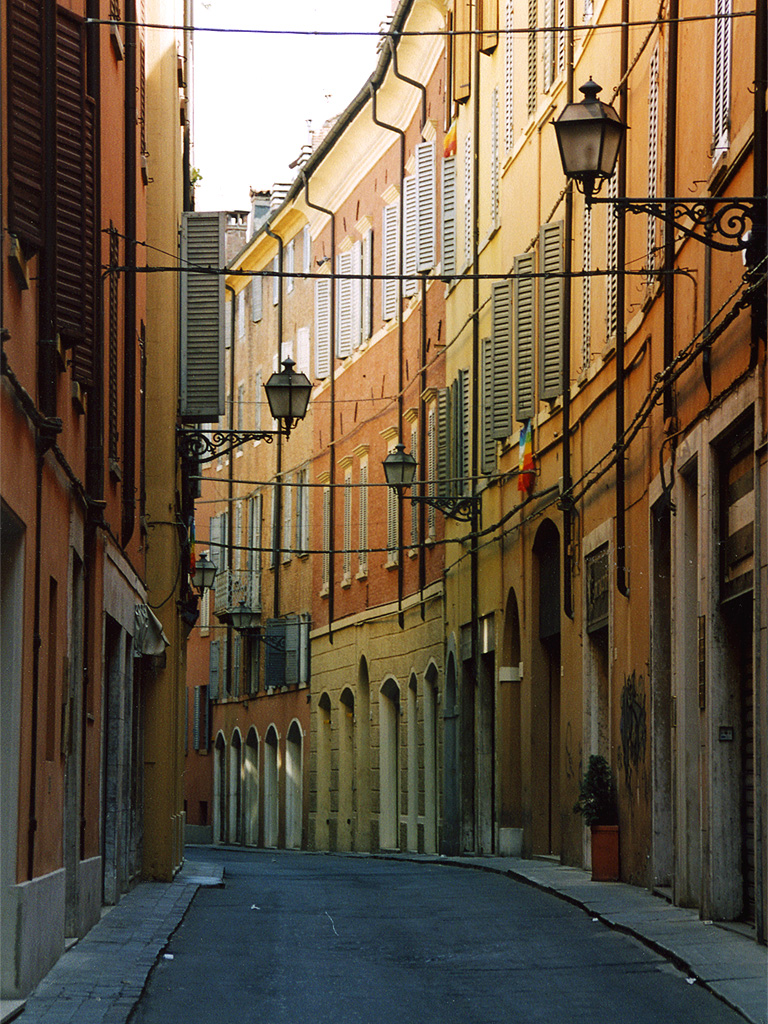
Одна з вулиць Модени

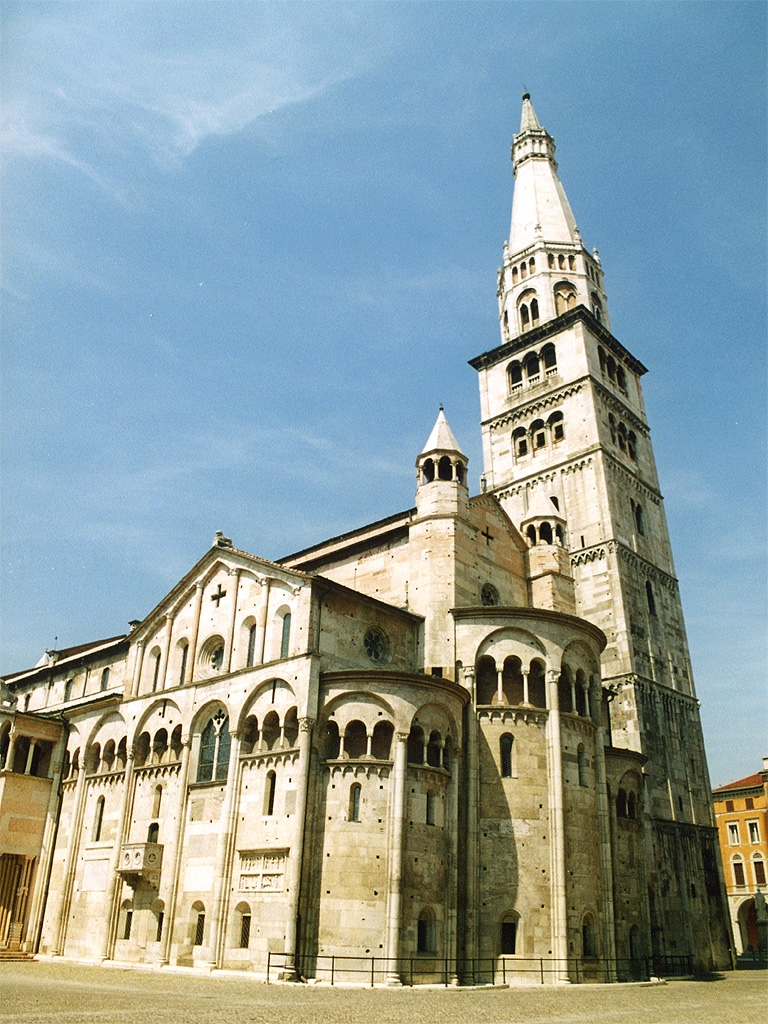
Кафедральний собор

### Університет Модени
Університет заснований у 1175 році і розбудований Франческом II д'Есте у 1686 році, традиційно сильний з медицини і права. Італійські офіцери готуються в Італійській Військовій Академії, розташованій в Модені і частково розміщеній в Палаці Дуки збудованим в стилю бароко. Бібліотека Естензе містить 3 000 історичних томів і манускриптів.

## Культура

### Музеі
- Галерея Естенсе
- Дім-музей Лучано Паваротті
- Музей Енцо Феррарі

### Кухня
В Модені розташований ресторан Osteria Francescana, відзначений трьома зірками Мішлен.

## Спорт
У місті базується ФК «Модена», домашньою ареною якого є Стадіо Альберто Бралья.

## Уродженці
- Альберто Аццо II (1009—1097) — маркграф Мілану, граф Луни, Тортони, Падуї, Гавели та Генуї в 1029—1097 роках
- Ораціо Веккі (1550—1605) — італійський композитор
- Франко Фонтана (* 1933) — італійський фотограф
- Франческо Гуччіні (* 1940) — італійський музикант.
- Лучано Паваротті (1935—2007) — італійський оперний співак.
- Енцо Феррарі

## Сусідні муніципалітети
- Бастілья
- Бомпорто
- Кампогалліано
- Карпі
- Казальгранде
- Кастельфранко-Емілія
- Кастельнуово-Рангоне
- Форміджине
- Нонантола
- Руб'єра
- Сан-Чезаріо-суль-Панаро
- Сольєра
- Спіламберто